# Instituto de pesquisa de motores à reação
Instituto de pesquisa de motores à reação (RNII), em russo:  Реактивный научно-исследовательский институт (РНИИ), foi um instituto de pesquisas militar soviético, especializado em foguetes tanto de combustível sólido quanto de combustível líquido. Ele foi criado em 1933 com a unificação do GDL e do GIRD.
Foi renomeado para NII-3 em 1937. Em maio de 1944, depois de outras fusões e mudanças, muito devido a alguns projetos mau sucedidos, deixou de existir.